# Wade Crosby
Pour les articles homonymes, voir Crosby.
Wade Crosby, né le 22 août 1905 à Cedar Rapids (Iowa) et mort le 2 octobre 1975 à Newport Beach (Californie), est un acteur américain.

## Biographie
Au cinéma, Wade Crosby contribue à quatre-vingt-deux films américains, le premier étant Marie-Antoinette de W. S. Van Dyke (1938, avec Norma Shearer dans le rôle-titre), où il personnifie Danton ; à noter qu'il reprend ce rôle dans Le Livre noir d'Anthony Mann (1948, avec Richard Basehart interprétant Robespierre).
Il apparaît souvent dans des westerns, dont Arizona de Wesley Ruggles (1940, avec Jean Arthur et William Holden), L'Ange et le Mauvais Garçon de James Edward Grant (1947, avec John Wayne et Gail Russell) et Visage pâle de Norman Z. McLeod (1948, avec Bob Hope et Jane Russell).
Observons également qu'il tient à plusieurs reprises un rôle de barman, notamment dans La Charge fantastique de Raoul Walsh (1941, avec Errol Flynn et Olivia de Havilland), Dick Tracy contre La Griffe de John Rawlins (1947, avec Ralph Byrd et Jack Lambert), Le Voyage de la peur d'Ida Lupino (1953, avec Edmond O'Brien et Frank Lovejoy), et pour la dernière fois, dans Mondwest de Michael Crichton (1973, avec Yul Brynner et Richard Benjamin).
Un de ses derniers films est 747 en péril de Jack Smight (1974, avec Charlton Heston et Karen Black) ; le dernier sort en 1977, deux ans après sa mort (en 1975, à 70 ans).
À la télévision américaine, Wade Crosby joue dans douze séries, la première étant The Lone Ranger (un épisode, 1949). Suivent notamment Les Aventures de Superman (un épisode, 1952) et Les Aventuriers du Far West (deux épisodes, 1952-1953). Sa dernière série est 87th Precinct (en) (un épisode, 1962).

## Filmographie partielle

### Cinéma
- 1938 : Marie-Antoinette (Marie Antoinette) de W. S. Van Dyke : Danton
- 1938 : Miss Manton est folle (The Mad Miss Manton) de Leigh Jason : un écrivain
- 1940 : Arizona de Wesley Ruggles : Longstreet
- 1941 : La Charge fantastique (They Died with Their Boots On) de Raoul Walsh : un barman de Fort Lincoln
- 1941 : Citadel of Crime de George Sherman : Rufe
- 1942 : Sacramento (In Old California) de William C. McGann : le barman à San Francisco
- 1942 : Gentleman Jim de Raoul Walsh : un manager
- 1943 : La Ruée sanglante (In Old Oklahoma) d'Albert S. Rogell : Corrigan
- 1943 : The Phantom de B. Reeves Eason : Long
- 1943 : La Loi du Far West (The Woman of the Town) de George Archainbaud : Crockett
- 1944 : Révolte dans la vallée (Roaring Guns) de Jean Negulesco (court métrage) : un mineur
- 1947 : Sinbad le marin (Sinbad the Sailor) de Richard Wallace : un soldat
- 1947 : L'Ange et le Mauvais Garçon (Angel and the Badman) de James Edward Grant : un frère Baker
- 1947 : Dick Tracy contre La Griffe (Dick Tracy's Dilemma) de John Rawlins : le barman Jigger
- 1947 : La Vie secrète de Walter Mitty (The Secret Life of Walter Mitty) de Norman Z. McLeod : le forgeron
- 1947 : Deux Nigauds et leur veuve (The Wistful Widow of Wagon Gap) de Charles Barton : Squint
- 1948 : Visage pâle (The Paleface) de Norman Z. McLeod : Jeb
- 1949 : Le Livre noir (Reign of Terror) d'Anthony Mann : Danton
- 1951 : Le Môme boule-de-gomme (The Lemon Drop Kid) de Sidney Lanfield et Frank Tashlin : un policier
- 1951 : Les Nouveaux Exploits de Robin des Bois (Tales of Robin Hood) de James Tinling
- 1951 : La Femme de mes rêves (I'll See You in My Dreams) de Michael Curtiz : le barman
- 1952 : L'Homme à la carabine (Carbine Williams) de Richard Thorpe : un garde
- 1952 : Les Diables de l'Oklahoma (Thunderbirds) de John H. Auer : un préposé au courrier
- 1953 : Le Voyage de la peur (The Hitch-Hiker) d'Ida Lupino : le barman Joe
- 1953 : Madame voulait un manteau de vison (The Lady Wants Mink) de William A. Seiter : un déménageur
- 1973 : Mondwest de Michael Crichton : le barman
- 1974 : 747 en péril (Airport 1975) de Jack Smight : le passager Andy Birdson
- 1975 : L'Odyssée du Hindenburg (The Hindenburg) de Robert Wise : un passager

### Télévision
(séries)
- 1949 : The Lone Ranger, saison 1, épisode 15 Old Joe's Sister : Cactus
- 1952 : Les Aventures de Superman (Adventures of Superman), saison 1, épisode 4 Mystery of the Broken Statues de Thomas Carr : Pete
- 1952-1953 : Les Aventuriers du Far West (Death Valley Days), saison 1, épisode 5 The Little Bullfrog Nugget (1952 - un agent de la Wells Fargo) de Stuart E. McGowan et épisode 17 Little Oscar's Millions (1953 - Myron Welsh) de Stuart E. McGowan

## Galerie photos

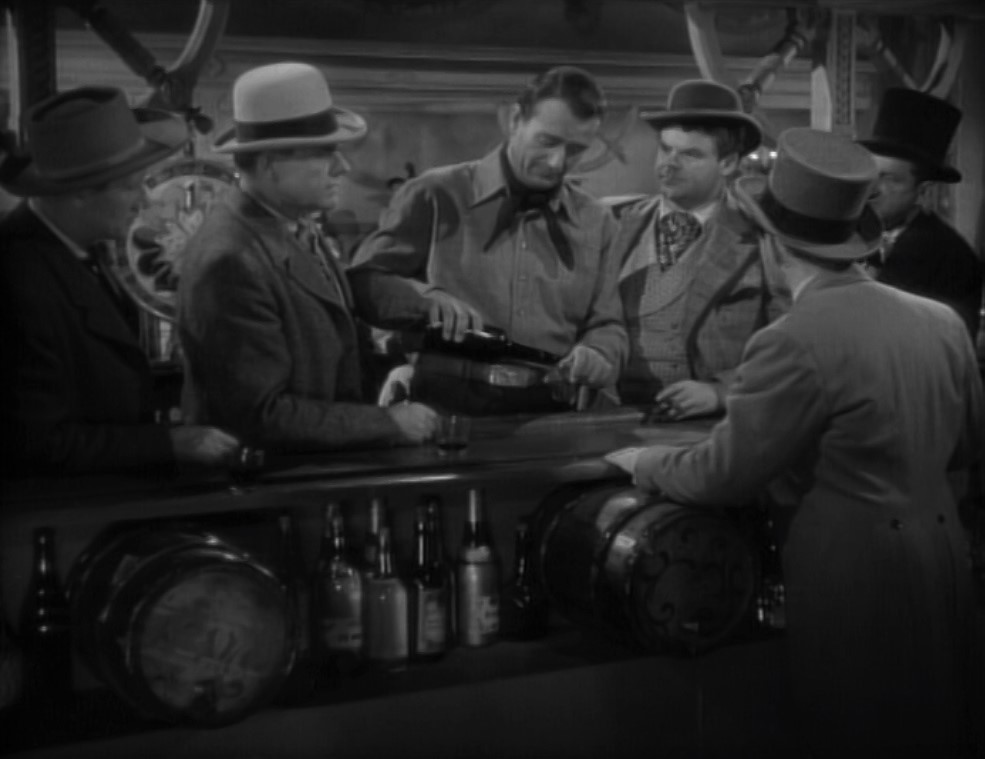
L'Ange et le Mauvais Garçon (1947), avec Pat Flaherty et Wade Crosby (chapeau melon gris) entourant John Wayne
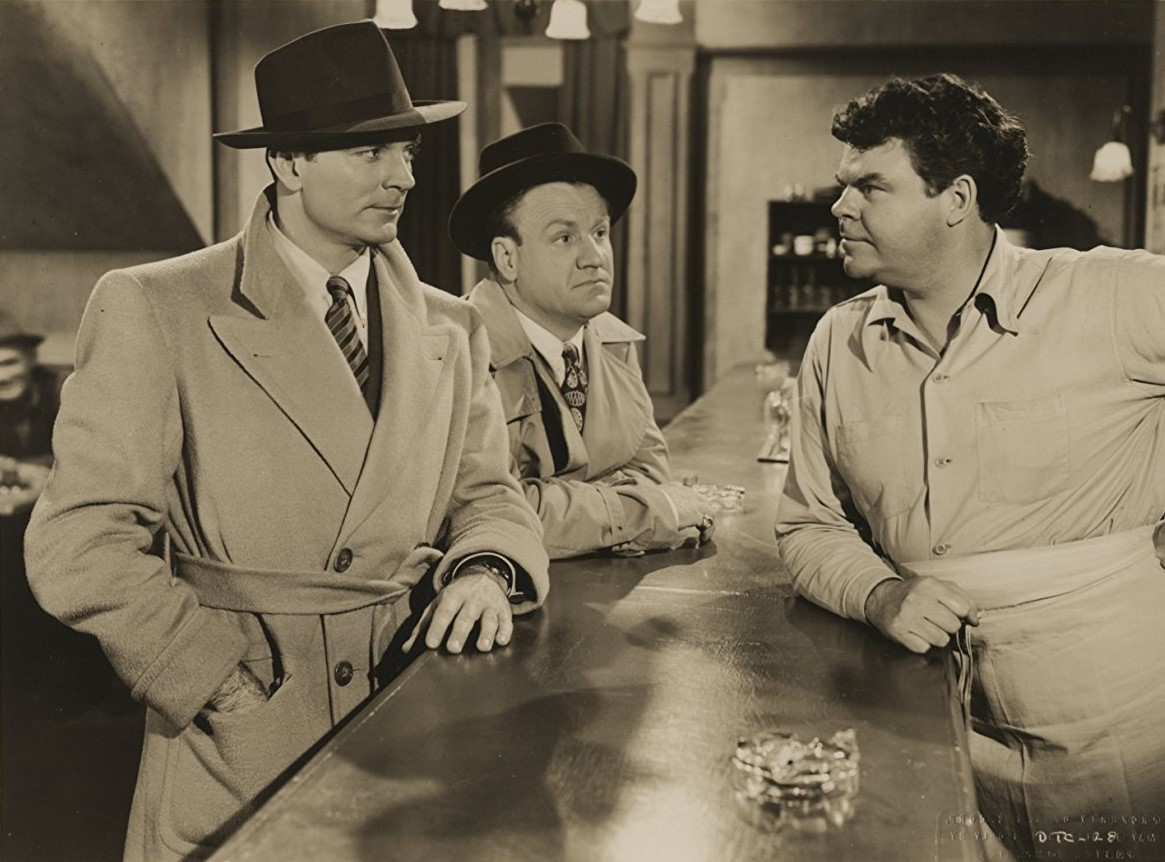
Dick Tracy contre La Griffe (1947), avec Ralph Byrd, Lyle Latell et Wade Crosby (de g. à d.)
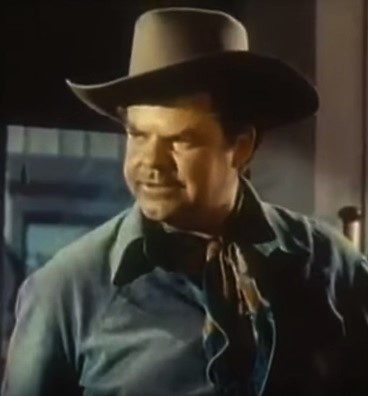
Dans Under California Stars (en) (1948)
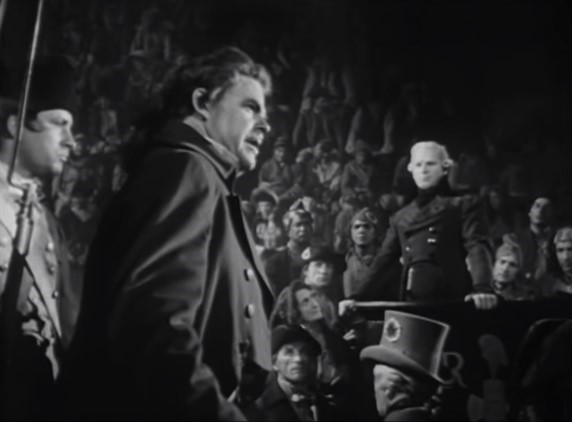
Le Livre noir (1949), avec Wade Crosby (au premier plan) incarnant Danton
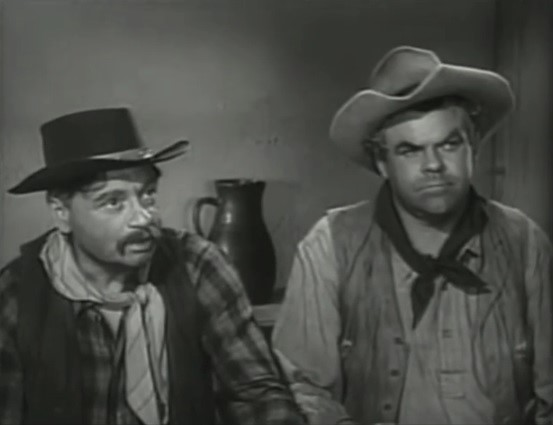
Série The Lone Ranger, épisode Old Joe's Sister (1949), avec Lester Sharpe (à g.) et Wade Crosby